# Jozef Štibrányi
Jozef Štibrányi, né le 11 janvier 1940 à Vlčkovce, est un footballeur international tchécoslovaque, devenu slovaque après la dissolution du pays en 1993, évoluant au poste de milieu de terrain ou d'attaquant dans les années 1960.

## Biographie
Jozef Štibrányi fait ses débuts professionnels au FC Spartak Trnava en 1960. Trois ans plus tard, il rejoint le Dukla Prague, l'un des meilleurs clubs de l'époque en Tchécoslovaquie. Sacré Champion de Tchécoslovaquie en 1964 et vainqueur de la Coupe de Tchécoslovaquie un an plus tard, Jozef Štibrányi intègre le Club tchèque en 1965, puis le FC Vítkovice en 1966, deux clubs de deuxième division. Il met un terme à sa carrière en 1970.
Au début de sa carrière, en 1960, Štibrányi est convoqué pour jouer avec la sélection tchécoslovaque : il évoluera avec la Tchécoslovaquie jusqu'en 1963, avec un total de neuf matchs disputés, un but marqué, et une finale en Coupe du monde en 1962.

## Palmarès
- Coupe du monde : 
  - Finaliste en 1962 avec la Tchécoslovaquie

- Championnat de Tchécoslovaquie : 
  - Champion en 1964 avec le Dukla Prague

- Coupe de Tchécoslovaquie : 
  - Vainqueur en 1965 avec le Dukla Prague